# 最低工資委員會
最低工資委員會（英語：Minimum Wage Commission）是香港第二任行政長官曾蔭權於2008年-2009年度施政報告中成立的一個委員會。委員會負責研究如何釐定香港最低工資的水平和訂立檢討機制，並向政府提出建議。成員由勞工界、商界、學術界和有關政府部門組成。

## 由來
自回歸以來，政界及工會一直向政府爭取最低工資立法，但過往政府以大市場、小政府原則否決有關建議，但隨著社會觀念已逐漸改變，越來越多人希望最低工資立法，但政府在這方面仍相當保留，怕會影響香港自由營商的環境，只肯於2006年10月推出工資保障運動，但這項運動只是試驗性質，並沒有強制性。政府於2008年10月進行全面檢討，雖然受惠的工人數目和比例與兩年前比較均有上升，但整體而言，成效未如理想，顯示以自願參與及鼓勵的方式推動工資保障有其局限。因此，「運動」至2008年10月15日已告一段落，政府履行承諾，立法落實最低工資。雖然工資保障運動只包括清潔工人及保安員兩種工種，但最低工資立法將會涵蓋所有行業。

## 成立
曾蔭權於2008年10月15日宣讀施政報告，決定成立最低工資委員會，研究如何釐訂最低工資水平和訂立檢討機制。委員會成員由勞工界、商界、學術界和有關政府部門等四方組成，每方有三位成員，另加一名學者擔當主席。由於委員會需於主體法律立法後才能正式成立，因此在最低工資立法前委員會屬於臨時性質。

## 現時成員名單
主席
- 王沛詩，BBS，JP（大律師）

非官方委員
資方代表
- 顏吳餘英，MH，JP（美昌集團副總裁兼中華廠商會副會長）
- 陳永安，JP（太興集團主席兼創辦人）
- 倪文玲，JP（屈臣氏集團首席營運總監兼亞洲及歐洲行政總裁）

勞方代表
- 劉千石，JP（前立法會議員（九龍西））
- 梁頌恩，MH（香港工會聯合會副會長）
- 吳慧儀，MH，JP（前港九勞工社團聯會主席）

學術界代表
- 麥萃才博士（香港浸會大學財務及決策系副教授）
- 馬麗莊教授，JP（香港中文大學社工系教授）
- 鄧希煒教授（香港大學經管學院經濟學教授）

官方委員
- 勞工及福利局常任秘書長
- 商務及經濟發展局常任秘書長
- 政府經濟顧問

## 職權範圍
以數據為依歸的原則，在確保防止工資過低、減少低薪職位流失，和維持本港整體經濟發展及競爭力等各關鍵層面取得適當平衡的前提下：
1. 就設定法定最低工資的恰當機制，向行政長官提供意見。
2. 按上述(1)的機制，向行政長官建議首個法定最低工資的水平。
3. 研究法定最低工資的實施對本港經濟可能帶來的影響，特別是對低薪行業和中小型企業的薪酬水平、就業情況及經濟競爭力的影響。
4. 在進行(1)至(3)的工作時，諮詢持份者的意見。

## 數據搜集
數字主要透過政府統計處執行新的統計調查，名為「收入及工時按年統計調查」。該調查將提供充分詳細和全面的數據，以便釐定最低工資的最初水平及分析受影響僱員的人口特徵。這些數據包括：
- 香港僱員的工資水平及工資分布，包括按主要行業類別和選定行業分析，及按主要職業組別和選定職業分析的平均數、中位數、四分位數及十分位數的工資分布情況；以及
- 僱員的就業及人口特徵。

政府已於2009年1至4月1就該新調查諮詢公眾。
該調查包括約1萬間企業、涉及6萬個僱員，主要統計結果 （页面存档备份，存于） 已在2010年3月18日公布。該調查顯示，在二零零九年第二季，本港僱員每小時工資的第10個百分位數、第25個百分位數、第50個百分位數、第75個百分位數及第90個百分位數分別為$27.0、$38.9、$58.5、$96.0及 $171.8，其中47萬人時薪低於33元。
該調查結果，將會是繼通脹、就業影響及社會和諧等因素之外，委員會其中一個重要的參考指標。預計委員會將於2010年7月訂出最低工資水平建議。

## 立法日期
臨時最低工資委員會已將首個建議的最低工資水平交予政府，並將於2011年5月1日起正式實施最低工資。

## 相關網頁
- 最低工資委員會 （页面存档备份，存于）

## 參閱
- 香港最低工資
- 香港就業
- 最低工資